# Formazione neoclassica
In linguistica, per "formazione neoclassica" (o "composizione neoclassica" o, ancora, "confissazione") si intende un processo, tipico delle lingue speciali (o settoriali), ma presente anche nel lessico comune, che consiste nel formare parole utilizzando morfi con valore semantico pieno, mutuati soprattutto dalle lingue classiche (greco antico e latino), detti "confissi" o "semiparole" (come in agri-coltura, piro-mane, antropo-logia, pseudo-scienza, pan-africano, paleo-babilonese). I confissi rappresentano una forma particolare di affisso.
Quando il confisso precede l'altro elemento del composto, è detto "prefissoide", mentre quando lo segue è detto "suffissoide".

## Descrizione
Esistono due tesi della natura di confisso dei morfi, una più riduttiva ed una generale. Secondo quest'ultima, sono confissi anche i semantemi verbali delle parole composte (ad esempio, gira-sole). Non vi è accordo sulla classificazione di questi elementi in confissi e si preferisce utilizzare il termine più generale di "elemento formativo", in relazione all'inglese combining form. La tesi più riduttiva mette in relazione la natura semantica dei confissi con l'origine neoclassica del loro significato. In questo caso i confissi si riducono agli affissi con valore semantico pieno ed origine greca o latina.
Oltre che dalle lingue classiche, una lingua può trarre confissi dal proprio repertorio lessicale (come nel caso dell'italiano socio-, da sociale) o da quello di altre lingue moderne.
Il sistema con cui si sono formate questo tipo di parole si modella solo superficialmente sulle lingue classiche, nel senso che la quasi totalità dei composti così formati non esistevano nelle lingue antiche. Per esempio, la parola psicologo non esisteva in greco, ma esistevano le parole ψῡχή, psȳchḗ ('vita', 'anima') e λόγος, lógos, ('parola', 'discorso', 'argomento').
Uno dei principi più importanti che regola la neologia di queste parole è la cosiddetta produttività morfolessicale. Si tratta di un meccanismo che permette di combinare i diversi componenti derivati in maniera potenzialmente illimitata, creando così parole sempre nuove. Ciò permette, in linea teorica, di generare una parola senza dover tenere conto di particolari regole di formazione (ad esempio, micro+spia → microspia; micro+fono → microfono ecc.).
Un altro processo relativo all'utilizzo di confissi è l'accorciamento nella composizione, cioè la riduzione del corpo di una parola a una sua parte, che conserva il significato della parola intera. Così, si trae il confisso auto- da automobile, foto- da fotografia, tele- da telefono o da televisione. Si ottengono quindi coppie di omonimi fra gli elementi formativi etimologici (auto-, 'sé stesso', 'da sé'; foto-, 'luce'; tele-, 'lontano') e le forme accorciate: eco-, ad esempio, rinvia a 'casa', 'ambiente vitale' in ecologia, ma esiste anche il confisso 'eco-' dallo stesso termine ecologia, come in ecosistema.
La coniazione di elementi formativi ricavati per accorciamento è un procedimento produttivo e vitale (si pensi a formazioni recenti, quali bioagricoltura, biotecnologia, in cui bio- è ricavato da biologia). Tra gli elementi formativi ricavati per accorciamento, quelli più usati nella lingua comune possono acquisire autonomia ed essere impiegati come nomi invariabili.